# Карлсруе-Дурлах
49°00′07″ пн. ш. 8°27′44″ сх. д. / 49.002° пн. ш. 8.4622° сх. д.
Станція Карлсруе-Дурлах (нім. Bahnhof Karlsruhe-Durlach) — друга за пасажирообігом залізнична станція в Карлсруе, Баден-Вюртемберг, Німеччина, після станції Карлсруе-Головний. 
Обслуговує потяги штадтбана Карлсруе і міської залізниці Рейн — Неккар, регулярні регіональні сполучення та деякі поїзди далекого прямування.

## Історія

### Стара станція
Початкова станція Дурлах була відкрита в тодішній громаді Дурлах разом із дистанцією Гайдельберг – Карлсруе залізниці долини Рейну, відкритою 10 квітня 1843 року Державною залізницею Великого Герцогства Баден. 
Стара станція була на схід від нинішньої. 
Після відкриття нової станції Дурлах в 1911 році стара станція втратила своє значення і була закрита в 1913 році. Її вантажний двір, який знаходився на південь від станції, все ще існував в 1990 році, але його місце було забудовано до 2000 року. 
Залізниця долини Рейну спочатку побудована з шириною колії 1600 мм. 
Разом з іншими залізницями Баденської державної залізниці перешита на стандартну колію в 1854 році. 

У 1859 році була відкрита залізниця до Мюлаккера.

### Нова станція
Нова станція Дурлах була відкрита 9 грудня 1911 року і потребувала зміни маршруту для залізниці до Мюлаккера. 
.
У 1992 році на північно-західній стороні станції була побудована двоколійна лінія штадтбану Карлсруе, яка відгалужується від Дурлахер-Алле до станції Дурлах, а потім перетинає міст через Райнтальбан, щоб з’єднатися з залізницею до Мюлаккера. 
Зупинка штадтбану побудована паралельно станції головної лінії з двома береговими платформами та обслуговується лініями S4 та S5. 
У 2003-2005 рр. платформи станції Карлсруе-Дурлах були повністю відремонтовані за 4,5 мільйона євро в рамках проекту міської залізниці Рейн-Неккар та Albtal-Verkehrs-Gesellschaft, щоб зробити станцію доступною для людей з обмеженими можливостями. 
Проект передбачав підвищення країв платформи основної лінії до 76 см. Платформи на зупинці штадтбану були збережені на початковій висоті 55 см, оскільки це не було частиною проекту S-Bahn Рейн-Неккар.

## Операції

### Далеке прямування
| Лінія | Маршрут | Інтервал        |
| ----- | --- | --------------- |
| IC26  | Карлсруе – Карлсруе-Дурлах – Гайдельберг – Дармштадт – Франкфурт-на-Майні – Гіссен – Кассель – Геттінген – Ганновер – Гамбург – Шверин – Росток – Штральзунд | Згідно розкладу |
| IC60  | Карлсруе – Карлсруе-Дурлах – Штутгарт – Ульм – Аугсбург – Мюнхен                                                                                             | Згідно розкладу |

### Регіональний транспорт
| Лінія | Маршрут                                                                                                 | Інтервал                     |
| ----- | --- | ---------------------------- |
| IRE1  | Карлсруе – Карлсруе-Дурлах – Пфорцгайм – Мюлаккер – Файгінген-ан-дер-Енц – Штутгарт (– Шорндорф – Ален) | 60 хв                        |
| RE45  | Карлсруе – Карлсруе-Дурлах – Бреттен – Еппінген – Швайгерн – Гайльбронн                                 | 60 хв                        |
| RE73  | Карлсруе – Карлсруе-Дурлах – Брухзаль – Гайдельберг                                                     | 60 хв                        |
| RB17a | (Карлсруе – Карлсруе-Дурлах –) Пфорцгайм – Мюлаккер – Вайгінген (Енц) – Штутгарт                        | Декілька рейсів в годину пік |

### S-Bahn Рейн — Некар
| Лінія | Маршрут                                                                                            |
| ----- | -------------------------------------------------------------------------------------------------- |
| S3    | Карлсруе — Карлсруе-Дурлах — Брухзаль — Гайдельберг — Мангайм — Людвігсгафен — Шпаєр — Гермерсгайм |

### Штадтбан Карлсруе
| Лінія | Маршрут |
| ----- | --- |
| S31   | (Ойтінген-ім-Гой –) Фройденштадт – Байерсбронн – Форбах (Баден) – Раштат – Муггенштурм – Карлсруе – Дурлах – Брухзаль – Естрінген-Оденгайм                    |
| S32   | Ахерн – Баден-Баден – Раштат – Муггенштурм – Карлсруе – Дурлах – Брухзаль – Крайхталь-Менцинген                                                               |
| S4    | Ахерн – Баден-Баден – Раштат – Дурмерсгайм – Карлсруе-Бангофсфорплац – Карлсруе-Марктплац – Дурлах – Бреттен – Еппінген – Гайльбронн-Бангофсфорплац – Еринген |
| S5    | Бітіггайм-Біссинген – Файгінген – Мюлаккер – Пфорцгайм – Карлсруе-Дурлах – Карлсруе-Ентенфанг – Карлсруе-Кнілінген                                            |

### Трамваї
Трамвайна зупинка розташована приблизно за 150 метрів від залізничної станції на Дурлахер-Алле і називається Ауер-штрассе.
| Лінія | Маршрут |
| ----- | --- |
| 1     | Дурлах – Ауер-штрассе – Туллаштрассе – Дурлагер-Тор – Марктплац – Ойропаплац – Шиллерштрасе – Вайнбреннерплац – Ойрофалле – Оберройт-Бадениаплац |
| 2     | Вольфартсвайер – Ауе – Ауер-штрассе – Туллаштрассе – Дурлагер-Тор – Марктплац – Ойропаплац – Вокзал – Тіфолі                                     |